# Výškovce
Výškovce (in ungherese Viskó) è un comune della Slovacchia facente parte del distretto di Stropkov, nella regione di Prešov.